# 269
Évszázadok: 2. század – 3. század – 4. század
Évtizedek: 210-es évek – 220-as évek – 230-as évek – 240-es évek – 250-es évek – 260-as évek – 270-es évek – 280-as évek – 290-es évek – 300-as évek – 310-es évek
Évek: 264 – 265 – 266 – 267 –  268 – 269 – 270 – 271 – 272 – 273 – 274

## Események

### Római Birodalom
- II. Claudius császárt és Paternust választják consulnak.
- A gótok, herulok és más germán törzsek ismét hatalmas erőkkel (állítólag 2 ezer hajóval és 320 ezer emberrel) indulnak el a Fekete-tengerről, hogy Kis-Ázsia és a Balkán partvidékét fosztogassák.
- Postumus gall császár egyik hadvezére, Laelianus fellázad és Mogontiacumban (ma Mainz) a helyőrség császárrá kiáltja ki. Postumus ostrom alá veszi a várost és Laelinaus elesik (vagy saját katonái ölik meg). A csapatok ki akarják fosztani Mogontiacumot, amit Postumus megakadályoz, ezért katonái meggyilkolják.
- A lázadók egy közkatonát, Mariust kiáltják ki uralkodónak, de őt rövid idő múlva megöli Postumus testőrgárdájának parancsnoka, Victorinus, aki maga ül a szakadár állam trónjára. A korábban a gall császárokat választó három hispániai provincia visszatér Rómához.
- II. Claudius császár Naissus (Niš) városánál döntő győzelmet arat a gótok felett és a barbár támadások egy időre abbamaradnak (más források szerint a csatát Gallienus vívta egy évvel korábban). Claudius megkapja a Gothicus melléknevet. A császár ezt követően a gótok üldözését hadvezérére, Aurelianusra bízza, maga pedig  északra vonul a Pannóniába betörő vandálok ellen.
- Január 3-án pápává választják I. Félixet.[1]

- Február 14-én kivégzik Valentinust, Terni püspökét, mert a tilalom ellenére keresztény rítus szerint adott össze párokat.
- Zsinatot tartanak Antiochiában, amely lemondatja a város luxuskörülmények között élő, eretnekséget prédikáló püspökét, Szamoszatai Paulust.

## Halálozások
- Február 14. – Szt. Valentinus, keresztény püspök
- Laelianus, gall császár
- Postumus, gall császár
- Marius, gall császár
- Dzsingú, japán császárnő

## Fordítás
- Ez a szócikk részben vagy egészben  a(z)   269 című német Wikipédia-szócikk ezen változatának fordításán alapul.  Az eredeti cikk szerkesztőit annak laptörténete sorolja fel. Ez a jelzés csupán a megfogalmazás eredetét és a szerzői jogokat jelzi, nem szolgál a cikkben szereplő információk forrásmegjelöléseként.